# 回転翼機
回転翼機（かいてんよくき、英語: rotorcraft）は、回転する翼（回転翼）によって揚力及び推力を得て飛行する航空機。回転翼航空機（かいてんよくこうくうき、rotary-wing aircraft）とも。

## 概説
回転翼機にはヘリコプター、複合ヘリコプター、オートジャイロなどが含まれる。
航空機の「軽航空機/重航空機」という大区分では、重航空機に分類される。固定翼機に比べると離着陸距離が短い。下向きの気流を直接発生させることにより低速で飛行できるが、そのかわりに高速での飛行はできず、最高速度は400 km/h程度である。
日本法の下での定義
日本法上は、航空法などにおいて「回転翼航空機」という用語が用いられるが、それ自体の定義はなされていない。
もっとも、航空法の下で定められた耐空性審査要領は、その第1部「定義」において、「回転翼航空機」を「ヘリコプタ、ジャイロプレン、ジャイロダイン等、その重要な揚力を1個以上の回転翼から得る重航空機をいう。」と定義している。
日本の航空法ではティルトローターやティルトウイングなど『推進装置の角度を変えることで垂直離着陸を行う固定翼機』が回転翼航空機に含まれるかは明らかではない。連邦航空局ではこれらを1997年からパワード・リフトというカテゴリーに分類し、回転翼機とはライセンスを区別している。

## 分類
- ヘリコプター（螺旋翼機）
- オートジャイロ
- 複合ヘリコプター（ジャイロダイン）
- ローター・カイト（Rotor kite）

## ギャラリー

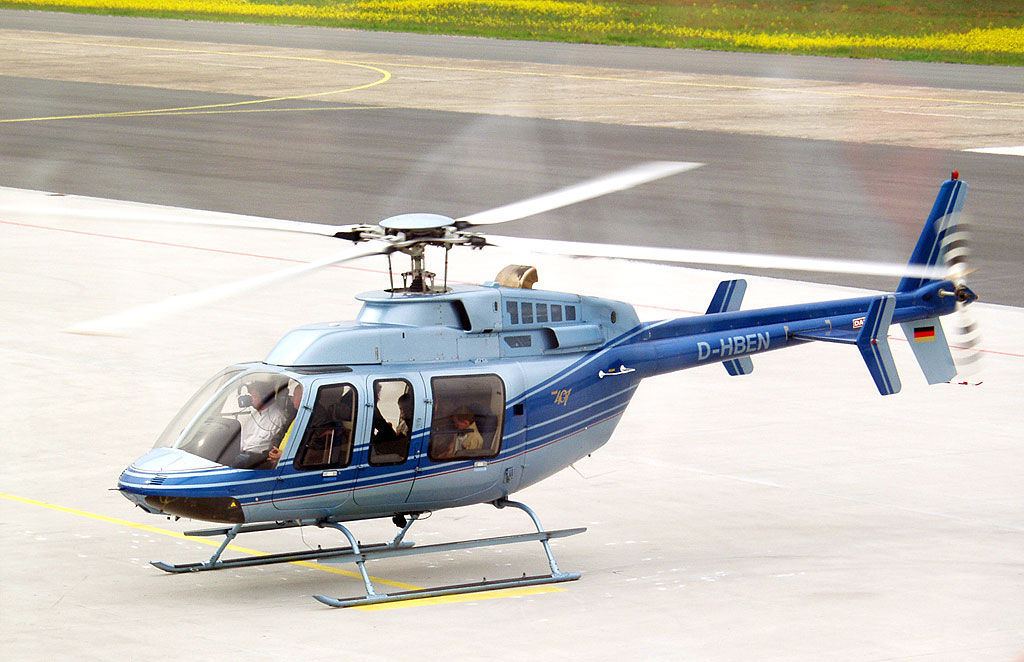
ヘリコプター（ベル 407）
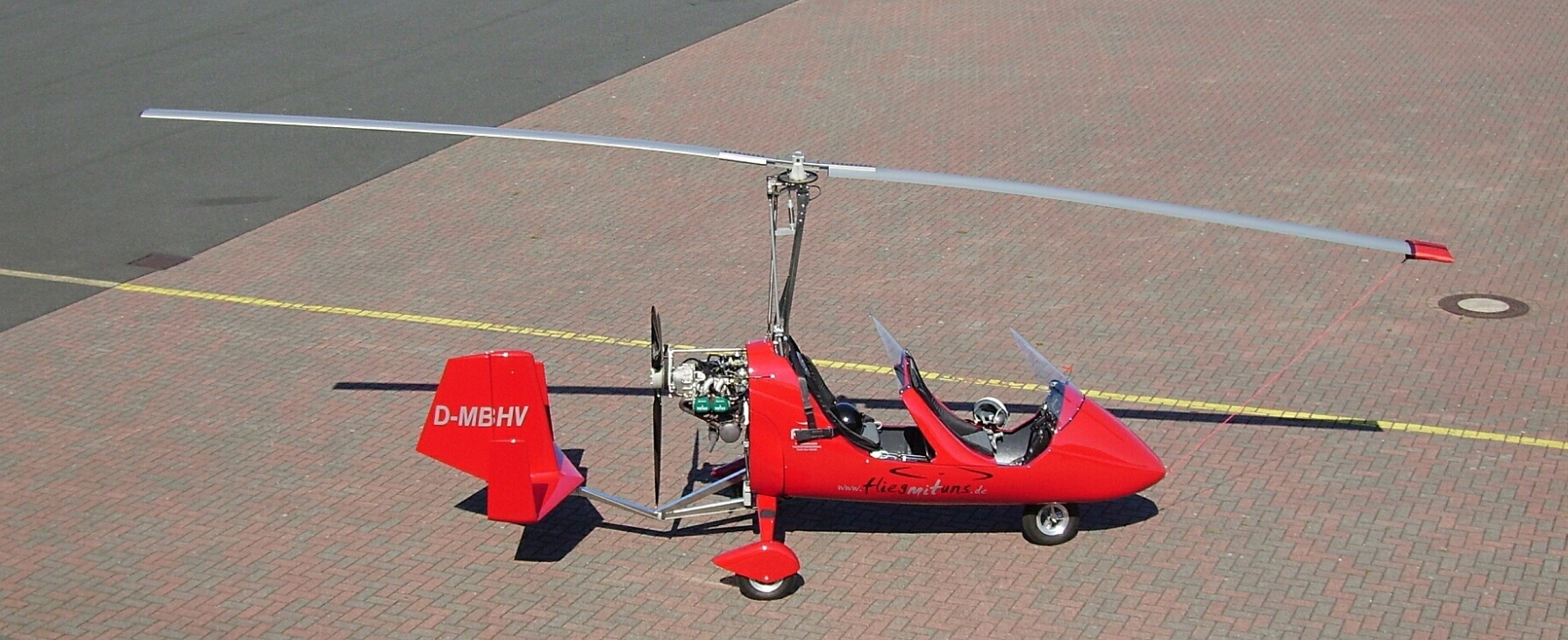
オートジャイロ（ドイツ製）